# SEAT Mii
De SEAT Mii is een miniklasse-wagen geproduceerd door het Spaanse automerk SEAT dat deel uitmaakt van de Volkswagen AG-groep. De wagen werd in oktober 2011 aan het publiek voorgesteld. Samen met de Volkswagen up! en de Škoda Citigo is de Mii concurrerend met het trio Citroën C1, Peugeot 107/108 en Toyota Aygo. Bij de introductie was de Mii er alleen als driedeurs, sinds 2012 is er een vijfdeurs uitvoering.
De Mii is de opvolger van de SEAT Arosa.
Van Euro NCAP kreeg de auto vijf sterren.

## Motoren
Benzine
| Type | Motor   | Motor     | Motor   | Vermogen | Koppel | Jaartal      |
| Type | Inhoud  | Cilinders | Kleppen | Vermogen | Koppel | Jaartal      |
| ---- | ------- | --------- | ------- | -------- | ------ | ------------ |
| 1.0  | 999 cm³ | 3-in-lijn | 6V      | 60 pk    | 92 Nm  | 2011 - heden |
| 1.0  | 999 cm³ | 3-in-lijn | 6V      | 75 pk    | 95 Nm  | 2011 - heden |

Aardgas
| Type        | Motor   | Motor     | Motor   | Vermogen | Koppel | Jaartal      |
| Type        | Inhoud  | Cilinders | Kleppen | Vermogen | Koppel | Jaartal      |
| ----------- | ------- | --------- | ------- | -------- | ------ | ------------ |
| 1.0 EcoFuel | 999 cm³ | 3-in-lijn | 6V      | 68 pk    | 90 Nm  | 2013 - heden |

Huidige modellen:
Ibiza · 
Arona ·
Leon ·  
Ateca ·
Tarraco
Oudere modellen:
600 · 
850 · 
1200 · 
1400 · 
1430 · 
1500 · 
124 · 
127 · 
128 · 
131 · 
132 · 
133 · 
Ritmo · 
Ronda · 
Fura · 
Málaga · 
Panda · 
Marbella · 
Terra · 
Inca · 
Arosa · 
Córdoba · 
Toledo · 
Altea (XL) · 
Exeo · 
Alhambra ·
Mii